# Hontheim
Hontheim település Németországban, Rajna-vidék-Pfalz tartományban. Lakosainak száma 858 fő (2023. december 31.). Hontheim Bausendorf és Niederscheidweiler községekkel határos.

## Népesség
A település népességének változása:
| Lakosok száma | 800  | 793  | 808  | 784  | 795  | 858  |
|               | 1975 | 2017 | 2019 | 2021 | 2022 | 2023 |